# Limalama
 (novembre 2013).
Si vous disposez d'ouvrages ou d'articles de référence ou si vous connaissez des sites web de qualité traitant du thème abordé ici, merci de compléter l'article en donnant les références utiles à sa vérifiabilité et en les liant à la section « Notes et références ».
Le Limalama, écrit souvent aussi Lima Lama ou Lima-Lama, est un art martial moderne et système de combat, voisin du Kenpo hawaïen et du Kajukenbo, créé par le Grand Maître Tu'umamao "Tino" Tuiolosega (1931-2011), originaire de Tutuila dans les Samoa américaines et descendant d'anciens chefs tribaux polynésiens (le nom de famille Tuiolosega signifiant Roi ou Chef de l'île de Olosega).
Le terme Limalama est un mot-valise qui résulte de la fusion faite par Maître Tino de deux mots d'origine polynésienne, "Lima" qui en Hawaiien, Samoan et d'autres langues polynésiennes signifie cinq ou main (cinq doigts) et "Malamalama" (réduit simplement à "lama") qui signifie sage, connaissance ou brillant; l'expression "Limalama" pouvant donc être interprétée de différentes manières: "sagesse de la main", "main de la sagesse", "mains sages" ou "mains brillantes" par exemple...
Cet art martial hybride combine des techniques provenant de différents styles que Tino Tuiolosega a appris et perfectionné durant toute sa vie, entre lesquels plusieurs styles polynésiens de combat comme le Lua, différents styles d'origine japonaise et chinoise comme le Kenpo américain de son ami Ed Parker, le Sil-Lum Kung Fu de Sifu Ark Yuey Wong (Ng Ga Kuen ou 5 familles/5 animaux), le Hung Gar, le Mok Gar, l'Aikido, le Judo et Ju-Jitsu et des sports de combat comme la Boxe anglaise, le Karate-Full-contact et le Kick boxing,,...
Le Limalama a commencé à se faire connaitre officiellement en Californie au début des années 1960 et on compte aujourd'hui un grand nombre de pratiquants de cet art principalement aux États-Unis, Mexique, Espagne, Hawaii et plusieurs pays d'Amérique Latine comme le Guatemala, Salvador et Honduras...

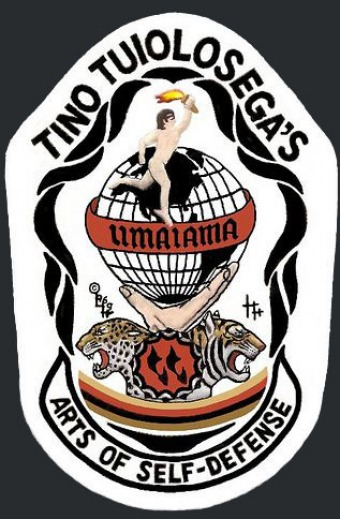
Blason du Limalama